# Distrikt Marcabamba
Der Distrikt Marcabamba liegt in der Provinz Páucar del Sara Sara in der Region Ayacucho in Südzentral-Peru. Der Distrikt wurde am 3. April 1964 gegründet. Er besitzt eine Fläche von 120 km². Beim Zensus 2017 wurden 652 Einwohner gezählt. Im Jahr 1993 lag die Einwohnerzahl bei 745, im Jahr 2007 bei 785. Sitz der Distriktverwaltung ist die 2600 m hoch gelegene Ortschaft Marcabamba mit 460 Einwohnern (Stand 2017). Marcabamba liegt 14 km nördlich der Provinzhauptstadt Pausa.

## Geographische Lage
Der Distrikt Marcabamba liegt in der Cordillera Volcánica im westlichen Norden der Provinz Páucar del Sara Sara. Er befindet sich am Westufer des nach Süden fließenden Río Huanca Huanca.
Der Distrikt Marcabamba grenzt im Süden und im Westen an den Distrikt Lampa, im Norden an den Distrikt San Francisco de Ravacayco (Provinz Parinacochas), im Osten an den Distrikt San Javier de Alpabamba sowie im Südosten an den Distrikt Colta.

## Ortschaften
Neben dem Hauptort gibt es folgende größere Ortschaften im Distrikt:
- Huanca Huanca
- Huancariri
- Huataca
- Sequello